# 어변갑
어변갑(魚變甲, 1381년 ~ 1435년)은 조선의 문신이다. 본관은 함종(咸從). 자는 자선(子先), 호는 면곡(綿谷)이다.

## 생애
1399년(정종 1)에 생원이 되고, 1408년(태종 8) 식년 문과에 장원 급제하여 교서관부교리(校書館副校理)가 되었다. 곧 성균관 주부(成均館注簿)로 전임되었다가 사헌부 감찰(司憲府監察)을 거쳐 예조 좌랑(禮曹佐郞)과 세자 우사경(世子右司經)으로 전임되었다.
1409년 사간원 좌정언(司諫院左正言)이 되었다. 곧 이어 봉훈랑(奉訓郞) 충주 판관(忠州判官)이 되어 외직(外職)으로 나갔다. 그 때 그의 아버지 어연(魚淵)은 하양 감무(河陽監務)란 산직(散職)에 있었는데, 어변갑이 아버지를 자신의 관직으로 바꿔 줄 것을 상소하여 어연은 봉훈랑으로 승진하여 판관이 되었다.
1410년(태종 10년) 가을에 다시 사간원 좌정언과 지제교로 임명되었다.
1413년 사간원 우헌납(司諫院右獻納)과 지제교(知製敎)에 초배(超拜)되었다.
1415년(태종 15년) 가을에 통덕랑(通德郞)으로 상주 유학교수관(尙州儒學敎授官)에 제수되었다.
1417년(태종 17년) 가을에 좌의정(左議政) 박은(朴訔)이 아뢰기를 "무릇 선비된 자들이 교수(敎授)의 임무를 수고롭게 여겨 꺼리는데, 어모(魚某)는 장원 급제했으면서도 그 직무에 꺼리지 않고 훈회(訓誨)에 힘써 인재를 기르고 있으니, 속히 포장(褒獎)함이 마땅합니다. 어찌 임기 만료까지 기다려 상례(常例)에 따라 옮기겠습니까?" 함에 왕도 옳다 하여 통덕랑(通德郞) 사간원 우헌납(司諫院右獻納)과 지제교(知製敎)에 제수되었으나, 마침 그때 아버지의 병환으로 사직하여 취임하지 않았다. 이해 겨울에 예조 정랑(禮曹正郞) 겸 상서 주부(尙瑞注簿)로 임명되었다.
1418년(태종 18년) 여름에 지제교와 세자 좌사경(世子左司經)을 겸임(兼任)했고 가을에 이조 정랑으로 옮겼으며 겨울에 예문관 응교(藝文館應敎)와 지제교를 겸임하였다
1419년(세종 원년) 가을에 조봉 대부(朝奉大夫) 첨지승문원사(僉知承文院事) 예문관 응교 지제교 겸 춘추관 기주관(春秋館記注官)에 임명되어 《정종실록(定宗實錄)》)을 편수(編修)하는 데 참여하였다. 겨울에 전사 소윤(典祀少尹)으로 전임되었다.
1420년(세종 2년) 조산 대부(朝散大夫)에 올랐고, 집현전 응교 겸 예문관 응교 지제교 경연청 검토관(經筵廳檢討官)으로 임명되었다.
1422년(세종 4년) 겨울에 봉렬 대부(奉列大夫)로 올라 집현전 직제학(集賢殿直提學)으로 전임되었고, 곧 이어 세자 우문학(世子右文學)을 겸임했다.
1423년(세종 5년) 봄에 세자 좌문학(世子左文學)이 되었고, 여름에는 춘추관 기주관(春秋館記注官)을 임명되어 《태종실록(太宗實錄)》을 찬수하였다.
1424년(세종 6년) 중훈 대부(中訓大夫) 집현전 직제학 지제교 겸 춘추관 기주관 세자 좌문학에 임명되었다.
그는 어머니가 늙었다고 하여 사직하고 돌아가 어머니를 봉양한 지가 오래이므로, 왕이 그의 효행(孝行)을 아름답게 여기어 특별히 1432년 지사간원사(知司諫院事)에 제수되었으나 사퇴하고 취임(就任)하지 아니하였다.
1435년 향년 55세로 졸(卒)하니 함안의 가산(家山) 기슭에 장례하였다. 좌찬성에 추증되었다.

## 가족
- 고조부 : 어준량(魚遵亮) - 낭장(郞將)
  - 증조부 : 어득룡(魚得龍) - 중현대부(中顯大夫) 전객령(典客令)
    - 할아버지 : 어백유(魚伯游) - 증(贈) 통정대부(通政大夫) 예조 참의(禮曹參議)
      - 아버지 : 어연(魚淵) - 증(贈) 가선대부(嘉善大夫) 병조 참판(兵曹參判)

    - 외할아버지 : 이운길(李云吉) - 중정대부(中正大夫) 무진부사(茂珍府使)
      - 어머니 : 증(贈) 정부인(貞夫人) 함안 이씨(咸安李氏)
      - 처부 : 성사제(成思齊) - 직제학
        - 부인 : 창녕 성씨(昌寧成氏)
          - 아들 : 어효첨(魚孝瞻) - 판중추부사
          - 며느리 : 반남 박씨(潘南朴氏) - 좌의정 박은(朴訔)의 딸
            - 손자 : 어세겸(魚世謙) - 좌의정
            - 손자 : 어세공(魚世恭) - 우참찬